# Daniel Sibony
Pour les articles homonymes, voir Sibony.
Daniel Sibony, né le 22 août 1942 à Marrakech, est un mathématicien, philosophe et psychanalyste français.

## Biographie
Sa famille d'origine juive habite la Médina de Marrakech. Sa langue maternelle est l'arabe dialectal marocain. Sa langue culturelle est l'hébreu biblique. Et il apprend le français comme langue d'étude à partir de l'âge de cinq ans. 
Sa famille émigre à Paris quand il a treize ans. Il y finit ses études secondaires, puis étudie les mathématiques à l'université. Il soutient en 1967 une thèse de doctorat d'État en mathématiques intitulée Travaux sur la théorie du potentiel. Il était alors déjà engagé dans une carrière universitaire : assistant en 1963, puis maître de conférences en 1967, il devient professeur à l'université Paris-VIII jusqu'en 2000.
Formé en psychanalyse par Lacan et son école, il devient psychanalyste en 1974 et anime de cette année-là jusqu'en 2015 un séminaire de psychanalyse, d'abord à l'université Paris-VIII, aux débuts duquel Lacan assiste régulièrement. 
Ayant entre-temps étudié la philosophie, il soutient une thèse de doctorat d'État en 1985 à l'université Paris I, intitulée « Passage de la lettre dans la tradition biblique » sous la direction d'Emmanuel Lévinas, avec au jury Jean-Toussaint Desanti, Michel de Certeau, Robert Misrahi, Olivier Revault d'Alonnes et Henri Atlan. 
Ses publications concernent aussi bien la psychanalyse que la philosophie (Bergson, Heidegger, Lévinas), le judaïsme, l'islam et le conflit israélo-palestinien.
Il est marié à la psychanalyste Charlotte Dudkiewicz.

## Ouvrages
Une bibliographie complète est disponible sur le site personnel de Daniel Sibony.
- Le Nom et le Corps, Seuil, 1974.
- La Haine du Désir, Bourgois, 1978.
- L’Autre Incastrable. Psychanalyse - écriture, Seuil, 1978.
- Le Groupe Inconscient. le lien et la peur, Bourgois, 1980.
- La Juive. Une transmission d’inconscient, Grasset, 1983.
- L’Amour Inconscient : au-delà du principe de séduction, Grasset, 1983.
- Jouissances du Dire : nouveaux essais sur une transmission d'inconscient, Grasset, 1985.
- Le Féminin et la Séduction, 1987.
- Perversions : dialogues sur des folies « actuelles », Grasset, 1987, rééd. Points-Essais, 2000.
- Avec Shakespeare : éclats et passions en douze pièces, Grasset, 1988, rééd. Points-Essais, 2003.
- Écrits sur le racisme, Bourgois, 1988.
- Le Racisme, une haine identitaire, Seuil, 1988, rééd. Points-Essais, 2001.
- Entre Dire et Faire. Penser la technique, Balland, 1989, Seuil 2002.
- Entre deux, l'origine en partage, Seuil, 1991.
- Les Trois Monothéismes, Seuil, 1992.
- Évènements I, Psychopathologie du quotidien, Seuil, 1991.
- Le peuple « psy », Balland, 1993, Seuil, 2007.
- Évènements II, Psychopathologie du quotidien, Seuil, 1995.
- Le corps et sa danse, Seuil, 1995.
- Antonio Segui, texte de Daniel Sibony, Éditions Cercle d'Art.
- Le racisme, une haine identitaire, Bourgois, 1997.
- le Jeu et la Passe. Identité et théâtre, Seuil, 1997.
- Violence. Traversées, Seuil, 1998.
- Événements III, Psychopathologie de l'actuel. , Seuil, 1999, rééd. Points-Essais, 2000.
- Don de soi ou partage de soi ? : le drame Levinas, Odile Jacob, 2000.
- Psychanalyse et judaïsme, question de transmission, Flammarion, coll. Champs, 2001.
- Événements. Psychopathologie de l'actuel, Seuil, 2001.
- Nom de Dieu : par-delà les trois monothéismes, Seuil 2002, rééd. Points-Essais, 2006.
- Proche-Orient : psychanalyse d'un conflit, Seuil, 2003.
- L'Énigme antisémite, Seuil, 2004.
- Fous de l'origine : journal d'Intifada, Bibliophane, 2004; Bourgois, 2005.
- Création : essai sur l'art contemporain, Seuil, 2005.
- Peter Klasen - Nowhere Anywhere - Photographies, Texte de Daniel Sibony, Éditions Cercle d'Art, 2005.
- Lectures bibliques, Odile Jacob, 2006.
- L'enjeu d'exister : analyse des thérapies, Seuil, coll. « La couleur des idées », 2007.
- Marrakech, le départ, Odile Jacob, 2009.
- Les Sens du rire et de l'humour, Odile Jacob, 2010.
- De l'identité à l'existence. L'apport du peuple juif, Odile Jacob, 2012.
- Islam, phobie, culpabilité, Odile Jacob, 2013.
- Fantasmes d'artistes, Odile Jacob, 2014.
- Le Grand Malentendu. Islam, Israël, Occident, Odile Jacob, 2015.
- Question d'être. Entre Bible et Heidegger, Odile Jacob, 2015.
- Un certain "vivre-ensemble". Musulmans et juifs dans le monde arabe, Odile Jacob, 2016.
- Coran et Bible en questions et réponses, Odile Jacob, 2017.
- Un amour radical. Croyance et identité, Odile Jacob, 2018.
- Un cœur nouveau, Odile Jacob, 2019.
- À la recherche de l'autre temps, Odile Jacob, 2020.
- L'Expiation dans la pandémie, Éditions le Retrait, 2021.
- Shakespeare, questions d'amour et de pouvoir, Odile Jacob, 2022.
- Les non-dits d'un conflit. Le Proche-Orient après le 7 octobre, éd. Intervalles, 2024.
- Cinéma ou réalité ? Entre perception et mémoire, Hermann, 2024.